# Modérateur de l'Assemblée générale de l'Église d'Écosse
Pour les articles homonymes, voir Modérateur.
Le modérateur de l'Assemblée générale de l'Église d'Écosse est le pasteur ou l'ancien qui a été choisi pour présider l'Assemblée générale annuelle de l'Église d'Écosse, qui se tient chaque année pendant une semaine à Édimbourg. Après avoir présidé les travaux de l’Assemblée, le modérateur représente ensuite l’Église d’Écosse lors de manifestations civiques, et à visiter des congrégations et des projets en Écosse et au-delà. C'est donc l'équivalent d'un président de l’Église dans le cadre de la constitution presbytéro-synodale typique des églises presbytériennes ou réformées. Comme l'Église d'Écosse est l'église nationale d'Écosse, le modérateur est une figure marquante de la vie écossaise.

## Fonctionnement
Le modérateur est habituellement un pasteur ou un laïc membre d'un conseil presbytéral, ayant une forte expérience et une haute réputation au sein de l'Église d'Écosse. Le modérateur est nommé par le Comité de nomination du modérateur, composé de quinze personnes élues chaque année par l'Assemblée générale. Le modérateur doit également être formellement élu par l'Assemblée générale au début de sa session — il s'agit en pratique d'une formalité.
Le poste est occupé pour un an seulement. Après la semaine de l'Assemblée générale, le modérateur joue effectivement le rôle d'ambassadeur de l'Église d'Écosse et est fréquemment invité à la représenter lors d'événements officiels ou lors de cultes spéciaux pour les congrégations.
En 2004, Alison Elliot est devenue la première femme (et la première laïque depuis environ 400 ans) à être élue modératrice. Trois ans plus tard, Sheelagh M. Kesting est devenue la première femme pasteur élue à ce poste.
Si le modérateur est un pasteur, il est appelé Right Reverend pendant son mandat et Very Reverend par la suite. Cela n'apporte aucun autre statut que celui d'enseignant référent.
Le modérateur a un appartement de fonction à Rothesay Terrace dans le West End d’Édimbourg.

## Rôle dans les couronnements royaux
Le modérateur a pris part pour la première fois au couronnement du monarque britannique en 1953, alors que le très révérend James Pitt-Watson était modérateur. Celui-ci a offert une bible à la reine Elizabeth II, disant : « Voici la sagesse, voici la loi royale, voici les oracles vivants de Dieu. »